# Cristian Cásseres Jr.
Ne doit pas être confondu avec Cristian Cásseres.
Cristian Cásseres Jr., né le 20 janvier 2000 à Caracas, est un footballeur international vénézuélien jouant au poste de milieu de terrain au Toulouse FC.

## Biographie

### En club

#### Formation et débuts au Venezuela
Le 9 octobre 2016, il réalise ses débuts professionnels avec le Deportivo La Guaira en championnat contre l'Atlético Venezuela, en jouant trente-trois minutes. Le match se solde sur un score de parité 3-3. Le 10 mai 2017, il marque son unique but avec le club, face au Zulia FC (victoire 3-1).

#### Six saisons aux Red Bulls de New York
Le 2 février 2018, il signe avec les Red Bulls de New York en Major League Soccer. Il intègre tout d'abord la deuxième équipe, évoluant en United Soccer League, avant de se voir promu en équipe première. Le 29 août 2018, il fait ses débuts avec l'équipe fanion en figurant dans le onze titulaire contre le Dynamo de Houston (victoire 1-0). Le 6 avril 2019, il marque son premier but lors d'une défaite 2-1 contre Minnesota United. Le 8 novembre 2019, il est nommé meilleur joueur sur le plan défensif de son club. Au terme de la saison 2019, il est nommé à la onzième place de la liste des vingt-deux meilleurs joueurs de moins de 22 ans en MLS.
À partir de 2019, Cristian Cásseres Jr. devient un élément majeur de sa formation, disputant la grande majorité des rencontres des Red Bulls, dont cent parties comme titulaire.

#### Arrivée en Ligue 1
Le 7 juillet 2023, Cristian Cásseres est transféré au Toulouse FC, formation de Ligue 1. Il y signe un contrat de quatre ans alors que le montant du transfert est estimé à un million d'euros. Il dispute sa première rencontre avec Toulouse le 13 août suivant, étant titularisé face au FC Nantes dans une victoire 1-2.
Le 14 avril 2024, à l'occasion de la vingt-neuvième journée de Ligue 1 contre le Stade rennais, Cásseres marque son premier but avec Toulouse.

### En sélection
Avec les moins de 17 ans, il participe au championnat de la CONMEBOL des moins de 17 ans en 2017. Il joue sept matchs lors de cette compétition organisée au Chili, inscrivant un but contre le Paraguay. Le Venezuela enregistre un total de trois victoires, deux nuls et quatre défaites.
Avec les moins de 20 ans, il participe au championnat de la CONMEBOL en 2019. Il joue neuf rencontres lors de cette compétition qui se déroule au Chili, délivrant une passe décisive contre le pays organisateur. Le Venezuela enregistre un total de quatre victoires, un nul et quatre défaites.
Il reçoit sa première sélection en équipe du Venezuela le  9 octobre 2020, contre la Colombie, lors des éliminatoires de la Coupe du monde 2022. Il joue douze minutes lors de cette rencontre, qui voit le Venezuela s'incliner sur le score de 3-0.
Il est ensuite retenu par le sélectionneur José Peseiro afin de participer à la Copa América 2021 organisée au Brésil. Lors de ce tournoi, il joue quatre matchs en phase de poule. Le Venezuela termine dernier de son groupe et quitte la compétition dès le premier tour.

## Palmarès
Avec le Toulouse FC, Cristian Cásseres Jr. est finaliste du Trophée des champions en 2023.

## Statistiques
| Saison                | Club                  | Championnat           | Championnat | Championnat | Coupe(s) nationale(s) | Coupe(s) nationale(s) | Supercoupe | Supercoupe | Compétition(s) continentale(s) | Compétition(s) continentale(s) | Compétition(s) continentale(s) | Séries | Séries | Total | Total |
| Saison                | Club                  | Division              | M.          | B.          | M.                    | B.                    | M.         | B.         | Comp.                          | M.                             | B.                             | M.     | B.     | M.    | B.    |
| 2016                  | Deportivo La Guaira   | Primera División      | 2           | 0           | 0                     | 0                     | -          | -          | -                              | -                              | -                              | -      | -      | 2     | 0     |
| 2017                  | Deportivo La Guaira   | Primera División      | 13          | 1           | 0                     | 0                     | -          | -          | -                              | -                              | -                              | -      | -      | 13    | 1     |
| Sous-total            | Sous-total            | Sous-total            | 15          | 1           | 0                     | 0                     | 0          | 0          | -                              | -                              | -                              | -      | -      | 15    | 1     |
| 2018                  | Red Bulls de New York | MLS                   | 3           | 0           | 0                     | 0                     | -          | -          | -                              | -                              | -                              | 0      | 0      | 3     | 0     |
| 2019                  | Red Bulls de New York | MLS                   | 23          | 3           | 1                     | 1                     | -          | -          | LCC                            | 0                              | 0                              | 1      | 0      | 25    | 4     |
| 2020                  | Red Bulls de New York | MLS                   | 19          | 2           | -                     | -                     | -          | -          | -                              | -                              | -                              | 1      | 0      | 20    | 2     |
| 2021                  | Red Bulls de New York | MLS                   | 27          | 6           | -                     | -                     | -          | -          | -                              | -                              | -                              | 1      | 0      | 28    | 6     |
| 2022                  | Red Bulls de New York | MLS                   | 27          | 2           | 4                     | 0                     | -          | -          | -                              | -                              | -                              | 0      | 0      | 31    | 2     |
| 2023                  | Red Bulls de New York | MLS                   | 17          | 1           | 2                     | 0                     | -          | -          | -                              | -                              | -                              | -      | -      | 19    | 1     |
| Sous-total            | Sous-total            | Sous-total            | 116         | 14          | 7                     | 1                     | 0          | 0          | -                              | 0                              | 0                              | 3      | 0      | 126   | 15    |
| 2023-2024             | Toulouse FC           | Ligue 1               | 27          | 1           | 2                     | 0                     | 1          | 0          | C3                             | 7                              | 0                              | -      | -      | 37    | 1     |
| Total sur la carrière | Total sur la carrière | Total sur la carrière | 159         | 16          | 9                     | 1                     | 1          | 0          | -                              | 7                              | 0                              | 3      | 0      | 179   | 17    |

### En sélection nationale
| Saison                | Sélection             | Phases finales        | Phases finales | Phases finales | Phases finales | Éliminatoires CDM | Éliminatoires CDM | Éliminatoires CDM | Matchs amicaux | Matchs amicaux | Matchs amicaux | Total | Total | Total |
| Saison                | Sélection             | Compétition           | M              | B              | Pd             | M                 | B                 | Pd                | M              | B              | Pd             | M     | B     | Pd    |
| --------------------- | --------------------- | --------------------- | -------------- | -------------- | -------------- | ----------------- | ----------------- | ----------------- | -------------- | -------------- | -------------- | ----- | ----- | ----- |
| 2020-2021             | Venezuela             | Copa América 2021     | 4              | 0              | 0              | 6                 | 0                 | 0                 | -              | -              | -              | 10    | 0     | 0     |
| 2021-2022             | Venezuela             | -                     | -              | -              | -              | 5                 | 0                 | 0                 | 2              | 0              | 0              | 7     | 0     | 0     |
| 2022-2023             | Venezuela             | -                     | -              | -              | -              | -                 | -                 | -                 | 4              | 0              | 0              | 4     | 0     | 0     |
| 2023-2024             | Venezuela             | Copa América 2024     | 3              | 0              | 0              | 5                 | 0                 | 1                 | 2              | 0              | 0              | 10    | 0     | 1     |
| 2024-2025             | Venezuela             | -                     | -              | -              | -              | 1                 | 0                 | 0                 | -              | -              | -              | 1     | 0     | 0     |
| Total sur la carrière | Total sur la carrière | Total sur la carrière | 7              | 0              | 0              | 17                | 0                 | 1                 | 8              | 0              | 0              | 32    | 0     | 1     |